# Xã Andrews, Quận McLean, Bắc Dakota
Xã Andrews (tiếng Anh: Andrews Township) là một xã thuộc quận McLean, tiểu bang Bắc Dakota, Hoa Kỳ. Năm 2010, dân số của xã này là 49 người.